# Peryllo Doliveira
Severino Peryllo Doliveira (Araruna, 4 de dezembro de 1898 — Parahyba, 26 de agosto de 1930) foi um poeta, ator e jornalista paraibano nascido no distrito de Cacimba de Dentro na época parte do território da cidade de Araruna. Apesar de sua origem humilde e de sua morte precoce por tuberculose, foi um dos poucos poetas paraibanos de sua época a alcançar destaque nacional.

## Biografia
Peryllo nasce no dia 4 de dezembro de 1898 na povoação de Cacimba de Dentro, então parte do município de Araruna, filho de Almeno Peryllo de Oliveira e Josefa Maria de Oliveira. Perde o pai aos 3 anos de idade, fazendo com que precisasse trabalhar desde criança. Por isso, nunca frequentou a escola.

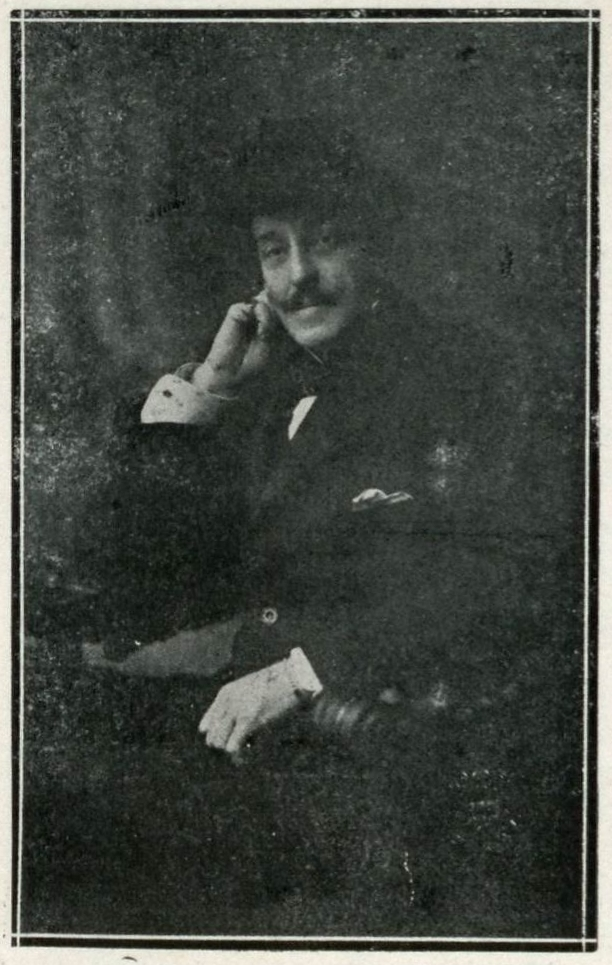
Christiano de Souza, diretor da companhia que contratou Peryllo Doliveira em 1916

Em 1913, aos 14 anos de idade, sai de casa para se juntar a um grupo de teatro que passava pela sua cidade. É apadrinhado pelas atrizes Irene Conceptini e Candida Palace, que o treinam no ofício de ator. Nos cinco anos seguintes, Peryllo trabalhou em diversas companhias de teatro, viajando o país inteiro. Trabalhou nas companhias de Jayme Rovira, Christiano de Souza e Brandão Sobrinho, tendo contracenado com Amalia Capitani, Leopoldo Fróes, Abigail Maia, Olympio Nogueira, dentre outros. No final de 1917 se instala no Rio de Janeiro, trabalhando em teatros como o Trianon e o República. Nesse momento, depois de tantos anos longe da mãe, decide voltar pra casa atravessando o interior do Brasil a cavalo. Chega finalmente à capital da Paraíba em maio de 1920, anônimo e pobre.
De volta à Paraíba, Peryllo se aproxima do meio literário, trabalhando como jornalista. Em 1921, a revista Era Nova publica seu primeiro poema, o soneto Via-Láctea. Nos anos seguintes, torna-se colaborador da revista, publicando uma coluna social com o pseudônimo de Pedro Danízio. Entre 1921 e 1925, Peryllo publicaria vinte e um poemas nas páginas da Era Nova, além de uma novela em duas partes intitulada Deshonesta.
Em 1925 publica seu primeiro livro de poemas, Canções que a Vida me Ensinou, que foi publicado pela Imprensa Oficial do governo do estado, tendo recebido críticas favoráveis. Apesar disso, encontrava resistência nos meios literários locais, devido ao preconceito dos intelectuais de classe alta por um escritor de origem pobre. Além de sua atividade como cronista, Peryllo tirava seu sustento como funcionário da Secretaria Geral do Governo durante a gestão de João Suassuna.
Em 1927 conseguiu uma licença de seu trabalho na Secretaria Geral e fez algumas excursões promovendo festas literárias nas quais, além de recitar poesias próprias e de autores clássicos e contemporâneos, ele também produzia os cenários. Neste período, esteve no Rio Grande do Norte, no Rio de Janeiro, em Pernambuco e finalmente em 1928 no Pará e no Amazonas. O sucesso das viagens, que o colocaram em contato com círculos literários do país inteiro, facilitaram a publicação de seu segundo livro, Caminho Cheio de Sol, de 1928.
No final de 1928, começa a sentir os primeiros sintomas da tuberculose que o mataria. Em 1929, na euforia da campanha da Aliança Liberal, começa os rascunhos do poema A Voz da Terra. Porém, em junho de 1930, sua doença piora e ele se vê obrigado a ficar de cama em sua residência no bairro de Jaguaribe. Morreria pouco tempo depois, em 26 de agosto de 1930, sem ter completado seu último livro. Foi enterrado no Cemitério Senhor da Boa Sentença por poucos amigos e vizinhos.

## Produção
Durante sua carreira literária, Peryllo deixou bem demarcada sua independência em relação a escolas estéticas. Entretanto, seu estilo tem uma influência clara do simbolismo. Seu primeiro volume de poesias, Canções que a Vida me Ensinou (1925), começa com uma citação do livro De Profundis de Oscar Wilde: "Art is a symbol, because man is a symbol". Em correspondência com Joaquim Inojosa, Peryllo revela que esse primeiro volume reúne poesias produzidos até oito anos antes de sua publicação, e por isso encontram-se nele desde sonetos perfeitamente rigorosos até estruturas de verso mais livre.
Em seu segundo volume, Caminho Cheio de Sol (1928), o verso livre predomina. A influência do simbolismo ainda é marcante, mas a liberdade métrica indica um reconhecimento das possibilidades legitimadas pelo movimento modernista. No âmbito local, essas influências eram vistas com desconfiança. Seu colega de redação Orris Barbosa, por exemplo, atribui essa virada estética a um inocente deslumbramento em relação ao movimento brincalhão de "uma legião de fazendeiros de café", "alegres, sportivos, dinheirudos, devoradores".  Referia-se à proximidade do poeta ararunense com a Revista de Antropofagia, que em setembro de 1928 publicara um trecho de A Voz Triste da Terra, poema então inédito que seria publicado postumamente como A Voz da Terra em 1930. 

### Relação com o modernismo

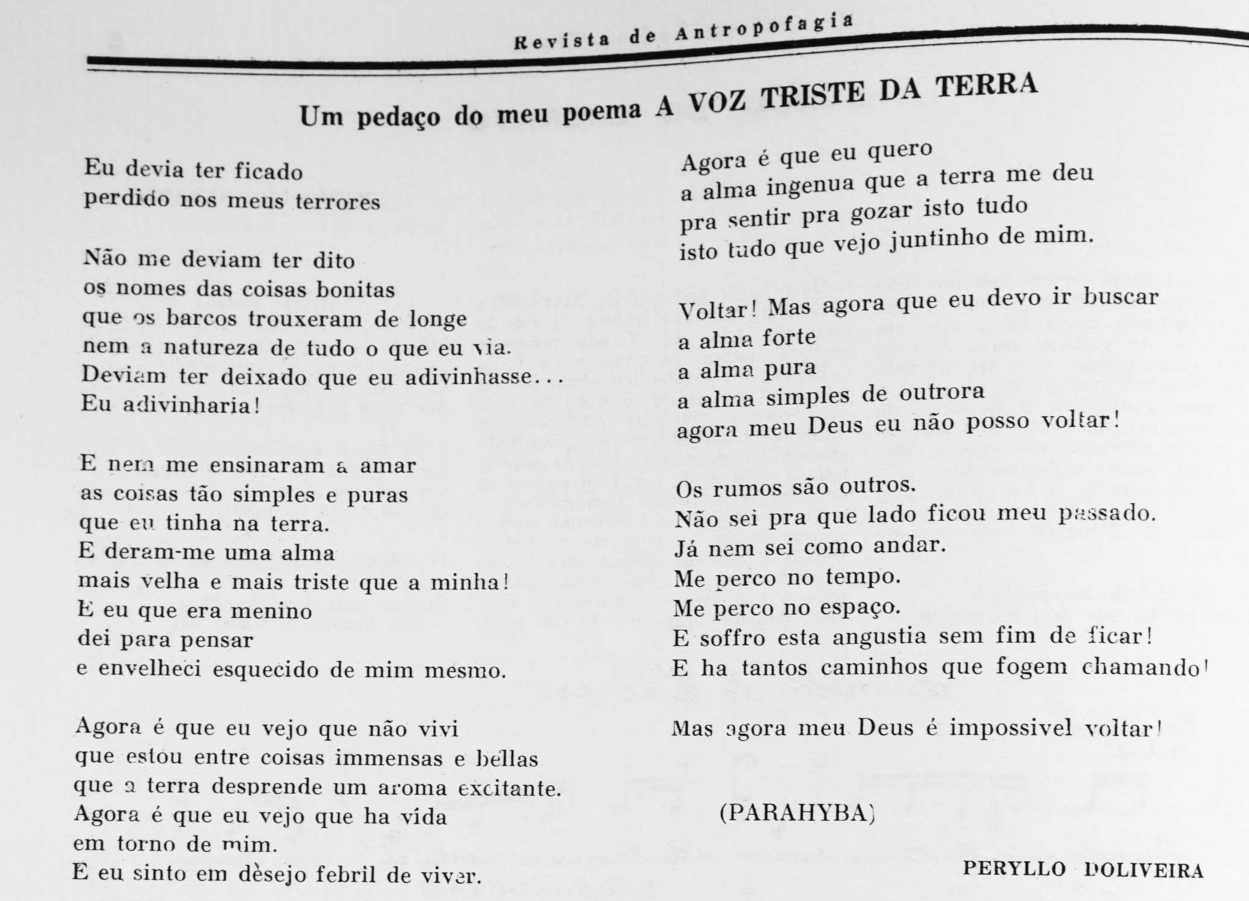
A Voz Triste da Terra, publicada no n. 5 da Revista de Antropofagia

Peryllo, já em 1921, havia publicado três poemas na revista Era Nova, publicação paraibana que assumia um discurso de modernidade social e cultural.   Em 1924, o poeta pernambucano Joaquim Inojosa é chamado para colaborar com a revista paraibana, e ele responde com uma carta aberta intitulada A Arte Moderna, na qual atiçava os escritores paraibanos a aderir ao movimento deflagrado em São Paulo a partir da Semana de Arte Moderna. Esta carta é atualmente considerada um marco da introdução do discurso modernista na região Nordeste.
A reação dos colaboradores da Era Nova foi ao mesmo tempo simpática porém sem o entusiasmo do deslumbramento de Inojosa. Um editorial da revista de junho de 1924 trata o manifesto de Inojosa como o convita "para um passeio já nosso conhecido". Peryllo responde a Inojosa em correspondência pessoal no mesmo tom, afirmando que os "adolescentes da literatura paraibana" já vinham buscando alternativas formais na poesia.  Afirmava sua independência estética ao distanciar-se do futurismo de Marinetti e enfatizar que "A modernolatria é tão perigosa como a classicolatria". Entretanto, saudava o esforço de Inojosa como uma iniciativa necessária no ambiente retrógrado da literatura local. 
A proximidade de Peryllo com o movimento modernista se estreitou a partir de 1927, com suas turnês artísticas pelo Brasil. A notoriedade que conseguiu com a empreitada, além de facilitarem a publicação de seu livro Caminho Cheio de Sol, também fizeram com que parte de seu poema inédito A Voz da Terra fosse publicado no periódico modernista Revista de Antropofagia, organizada por Raul Bopp e António de Alcântara Machado.

## Obras publicadas
- Deshonesta, novela seriada publicada nas ed. 70 e 71 da revista Era Nova (1924)
- Canções que a Vida me Ensinou, poesia (1925)
- Caminho Cheio de Sol, poesia (1928)
- A Voz da Terra, poema em esboço, publicação póstuma (1930)
- Obra Poética, coletânea póstuma coligida, anotada e precedida de estudo biobibliográfico por Eduardo Martins (1983)